# ينبش (الشغادرة)

تعديل مصدري - تعديل

ينبش هي إحدى قرى عزلة المعطن بمديرية الشغادرة التابعة لمحافظة حجة، بلغ تعداد سكانها 1425 نسمة حسب تعداد اليمن لعام 2004.